# هروب السبعة عشر

## هروب السبعة عشر
في عام 1980م كانت هناك احداث واضطرابات سياسية كبيرة عمت سورية، واكتظت السجون بآلاف المعتقلين السياسيين، وفي سجن كفر سوسة بالعاصمة دمشق كان هناك 17 سجينا سياسيا تجري محاكمتهم محاكمة عسكرية صورية جائرة، وتم الحكم عليهم بالإعدام وتم أخذ بصمات ايديهم واقدامهم تحضيرا للإعدام، فخطط هؤلاء مع السجان طاهر للتحرر من السجن ولكن السجان في الخدمة الإلزامية طاهر حورية جاء مساء الاثنين مرتبكا إلى السجن وابلغ السجناء بأن عليهم الهرب من السجن في تلك اللية والا فسيتم اخذهم فجر الثلاثاء بعد ساعات لسجن آخر لاعدادهم للإعدام يوم الخميس وتلك المعلومات حصل عليها بسماعه مكالمة هاتفية مع عمه مدير السجون حيث طلبوا منه تحضير الـ 17 لاخذهم.

## نبذة عن خطة الهروب
في يوم السبت 17 مايو 1980 حضر الرقيب السجان طاهر إلى مهجع المعتلقين متوترا وقال بصوت مرتجف من خلال نافذة الباب الحديدي للمهجع الهروب اليوم وليس الأسبوع القادم وانصرف...
قرع السجناء الباب عاد مرتبكا اليوم الهروب والا لا فرصة أخرى لكم لأني سمعت مكالمة مع عمي امروه بتحضيركم فجر الغد لأخذكم إلى مكان آخر للقيام باجراءت الإعدام ليتم إعدامكم فجر الخميس. إنها فرصتكم الأخيرة… لقد اعددت لكم كل شيء وسائل التخدير للسجانة وبعض المسدسات لتستعينوا بها أثناء خروجكم لاي طارئ. والاخوة في الخارج وضعوا خططهم لايوائكم فقط عليكم ترتيب خطة خروجكم والباقي على الله واتركوا أمر الخارج لاخوانكم.
كانت الخطة مرسومة بدقة، وجاهزة للتنفيذ تماماً وكل سجين عرف دوره المحدد…
في مساء الاثنين 19 مايو، في الثانية عشر ليلا بدأ تنفيذ الخطة التي رسمت بإحكام بالغ.. اتصل طاهر بفرع الحلبوني. وطلب سيارة إسعاف بحجة نقل أحد السجناء إلى المستشفى، بعد نصف ساعة كانت سيارة الجيب تجتاز البوابة الرئيسية للمبنى، لتقف أمام باب السجن… طلب طاهر من العنصرين القادمين أن يساعداه في حمل السجين إلى السيارة… دخل العنصران بحذر وتردد… سارا في الممر الضيق الذي يفضي في نهايته إلى باب المهجع الثالث حيث يتمدد المريض...بينما كان ثلاثة سجناء يتسللون من خلفهم قادمين من المهجع المقابل في لباس النوم، في هيئة المتطفلين على ما يجري...أصبح العنصران بين فكي كماشة...نادى أحدهم بالسجناء من خلفه: عودوا إلى أماكنكم...في لمح البصر انقض اثنان من السجناء على العنصرين حيث تم اعتقالهما وتقييدهما وإدخالهما إلى المهجع وحقنهما بالمخدر… وفي دقيقة واحدة بدل السجناء ملابسهم وخرجوا بترتيب ونظام من باب السجن، كأنهم ذاهبون في استدعاء للتحقيق…وحدثت أخطاء قاتلة وأخطاء مضحكة في تلك اللحظات، ولكن الله سلّم...
انطلقت السيارة تنوء بضعف حمولتها باتجاه البوابة الرئيسية… وما أن خرجت السيارة من باب السجن حتى شرع بعض السجناء بالتكبير… وتم إسكاتهم بسرعة.. انطلقت السيارة في شوارع العاصمة، تتجاوز حتى إشارات المرور الحمراء… وفي أماكن محددة كان بعض الإخوة ينتظرون بسياراتهم في الظلام… ترك السجناء الهاربون سيارة الجيب، وانتقلوا إلى السيارات الأخرى الخاصة التي ذهبت بكل مجموعة إلى مخبأ جاهز أمين…

## ما لا ترونه
وقد أرخ الكاتب الشاعر (سليم عبد القادر زنجير) أحد الهاربين، حوادث الاعتقال والتحقيق والهروب في كتاب عنوانه ما لا ترونه من منشورات ناشرون بلا حدود لعام 2007م

## أسماء السجناء السبعة عشر
عدنان شيخوني، أمين أصفر، سليم زنجير، عادل غنوم، جمال عقيل، هيثم عقيل، مالك عقيلي، أسعد بساطة، نبيل حاضري، عبد الحكيم جلال، بشير خليلي، جلال جلال، هيثم منلا عثمان، عبد الستار عبود، أحمد ماهر قولي، صديق شعبان، محمد زهير الخطيب.

## روابط
رواية ما لا ترونه
ملخص ل مالا ترونه
مقال عن ما لا ترونه
مدونة عبق
http://thakafamag.com/index.php?option=com_content&view=article&id=1611:2011-03-30-21-28-31&catid=4:2010-05-31-17-34-55&Itemid=22